# Tudo Me Faz Lembrar Você
Tudo Me Faz Lembrar Você é uma canção da banda de pop rock mineira Jota Quest. A canção foi lançada como o quinto single do sexto álbum da banda La Plata e também como trilha sonora do filme Muita Calma nessa hora (2010).

## Recepção
Sidney Rezende do Esquina da Música disse que:
| “ | "Em "La Plata", o Jota Quest volta a atacar com uma sonoridade rock-soul-funk-disco irresistível. E isso fica claro em faixas como "Tudo Me Faz Lembrar", uma das melhores do álbum" | ” |

.
Mauro Ferreira do Notas Musicais disse que:
| “ | "No todo, os grooves são tão azeitados que fazem passar despercebidos a menor inspiração de uma ou outra faixa, caso da funkeada Tudo me Faz Lembrar Você" | ” |

.

## Videoclipe
O videoclipe da canção foi lançada no dia 3 de novembro de 2010 no YouTube e traz cenas de bastidores de show da banda e alterna entre muitas cenas do filme.